# پنسیل بلاف (آرکانزاس)
پنسیل بلاف (به انگلیسی: Pencil Bluff) یک منطقهٔ مسکونی در ایالات متحده آمریکا است که در شهرستان مونتگومری، آرکانزاس واقع شده‌است. پنسیل بلاف ۲۲۷٫۹۹ متر بالاتر از سطح دریا واقع شده‌است.